# Enfermedades del sistema endocrino
Las enfermedades del sistema endocrino son aquellas que afectan a las glándulas de secreción interna, entre otras la hipófisis, tiroides, paratiroides, páncreas y glándulas suprarrenales. Suelen cursar con aumento de la producción de la hormona secretada por la glándula (hipersecreción) o disminución en la producción (hiposecreción). La rama de la medicina que estudia las enfermedades del sistema endocrino se conoce como endocrinología.

## Tipos de enfermedades
Las enfermedades del sistema endocrino pueden dividirse de forma general en tres grupos:
- Disminución en la secreción de una glándula endocrina lo que conduce a un déficit de hormonas. Por ejemplo hipotiroidismo e hipoparatiroidismo.
- Aumento en la secreción de una glándula endocrina lo que conduce a un exceso de hormonas. Por ejemplo hipertiroidismo e hiperparatiroidismo.
- Tumores (benigno o maligno) de glándulas endocrinas. Por ejemplo cáncer de tiroides, insulinoma, glucagonoma y prolactinoma.

## Enfermedades principales

### Alteraciones en la regulación de la glucosa
- Diabetes mellitus. Puede aparecer en cualquier edad y afecta a niños y a adultos por igual. Ocurre con la elevación del nivel de glucosa en la sangre. Se debe a la disminución de producción de insulina por resistencia de acción del páncreas. Puede dividirse en varios tipos: diabetes mellitus tipo 1, diabetes mellitus tipo 2 y diabetes gestacional.[3]
- Prediabetes. Es la predecesora de la diabetes tipo 2, es decir, empieza la resistencia a la acción de la insulina, la cual desencadenará si no está controlada, diabetes tipo 2. Al igual que con la diabetes, esta no discrimina edad, es decir se presenta en niños y adultos.
- Insulinoma. Tumor localizado en las páncreas que produce la insulina y ocasiona disminución del nivel de glucosa en la sangre (hipoglucemia).
- Glucagonoma. Tumor localizado en las páncreas que produce el glucagón y ocasiona elevación del nivel de glucosa en sangre (hiperglucemia).

### Enfermedades del tiroides
- Hipertiroidismo. Se caracteriza por la producción excesiva de la triyodotironina (T3) y tiroxina (T4) por el tiroides. El hipertiroidismo puede deberse a muchas causas.[3]
  - Enfermedad de Graves-Basedow. Enfermedad autoinmune que afecta la tiroides y es la causa más frecuente de hipertiroidismo.
  - Bocio multinodular tóxico. Es un bocio multinodular activo asociado con el hipertiroidismo.
- Hipotiroidismo. Se caracteriza por producción insuficiente de T3 y T4 por el tiroides. El hipotiroidismo puede deberse a muchas causas.
- Tiroiditis de Hashimoto. Enfermedad autoinmune descrita por el médico japonés Hakaru Hashimoto en 1912. Causa inflamación del tiroides (tiroiditis) y acaba por provocar hipotiroidismo.
- Cáncer de tiroides. Es un tumor que se desarrolla en la glándula tiroides, aumenta de tamaño progresivamente y puede diseminarse a otros órganos (metástasis).
- Cretinismo. Es un retraso en el desarrollo del esqueleto y el sistema nervioso central originado por una función deficiente del tiroides presente desde el nacimiento o del inicio de la etapa precoz.

### Enfermedades de la hipófisis
- Acromegalia y gigantismo hipofisario. Se debe a exceso de producción de hormona del crecimiento por la hipófisis.[3]
- Enanismo hipofisario. Está causado por falta de producción de hormona del crecimiento por la hipófisis.
- Diabetes insípida. Se debe a falta de secreción de hormona antidiurética por la hipófisis.
- Síndrome de secreción inadecuada de hormona antidiurética. Se debe a exceso de secreción de hormona antidiurética por la hipófisis.
- Síndrome de Sheehan. El síndrome de Sheehan es el infarto de la glándula hipofisaria secundario a una hemorragia postparto.

### Enfermedades de la glándula suprarrenal
- Síndrome de Cushing. Se debe a producción excesiva de cortisol por la corteza de la glándula suprarrenal.[3]
- Enfermedad de Adisson. Se debe a disminución en la producción de cortisol por la corteza de la glándula suprarrenal.
- Hiperaldosteronismo primario. Está originado por excesiva síntesis de aldosterona por la corteza suprarrenal.

### Enfermedades de la glándula paratiroides
- Hiperparatiroidismo. Por exceso de producción de parathormona.[3]
- Hipoparatiroidismo. Por déficit de producción de parathormona...